# دورفبویرن
دورفبویرن (به آلمانی: Dorfbeuern) یک منطقهٔ مسکونی در اتریش است که در ناحیه زالتسبورگ-اومگه‌بونگ واقع شده‌است. دورفبویرن ۱۴٫۵ کیلومتر مربع مساحت دارد ۴۷۱ متر بالاتر از سطح دریا واقع شده‌است.